# Elecciones municipales de Necochea de 2023
Las elecciones municipales de Necochea de 2023 se realizaron el 22 de octubre junto a las elecciones provinciales, elecciones legislativas y las elecciones presidenciales. Arturo Rojas fue el candidato más votado, llegando a obtener alrededor del 50% de los votos totales.
Los candidatos surgieron de elecciones primarias abiertas, simultáneas y obligatorias que se realizaron el 13 de agosto.
El partido más votado en las elecciones primarias fue Nueva Necochea, un partido político vecinalista que, incluso, logró ser el más votado de toda la provincia en comparación con otros partidos vecinalistas. Mientras que en segundo lugar quedó Juntos por el Cambio, siendo el aliado de Horacio Rodríguez Larreta, Martín Migueles, el ganador dentro de la interna.

## Resultados

### Primarias
Habilitado para participar de las elecciones generales
| Partido/Alianza                     | Partido/Alianza                                                    | Interna                          | Interna               | Interna               | Partido | Partido |
| Partido/Alianza                     | Partido/Alianza                                                    | Interna                          | Votos                 | %                     | Votos   | %       |
| ----------------------------------- | ------------------------------------------------------------------ | -------------------------------- | --------------------- | --------------------- | ------- | ------- |
|                                     | Nueva Necochea                                                     | Única 1                          | —                     | —                     | 18.874  | 37,51   |
|                                     | Juntos por el Cambio                                               | Falta Menos para Vivir sin Miedo | 4.698                 | 9,3                   | 11.249  | 22,36   |
| PR                                  | Juntos por el Cambio                                               | 3.809                            | 7,6                   |                       | 11.249  | 22,36   |
| La Fuerza del Cambio                | Juntos por el Cambio                                               | 2.742                            | 5.5                   |                       | 11.249  | 22,36   |
|                                     | Unión por la Patria                                                | Celeste y Blanca - 2             | 3.148                 | 6,3                   | 7.673   | 15,25   |
| Celeste y Blanca - 4                | Unión por la Patria                                                | 2.757                            | 5,5                   |                       | 7.673   | 15,25   |
| Celeste y Blanca - 6                | Unión por la Patria                                                | 1768                             | 3,5                   |                       | 7.673   | 15,25   |
|                                     | La Libertad Avanza                                                 | Libertad por Siempre             | —                     | —                     | 7.158   | 14,22   |
|                                     | Agrupación Comunal Transformadora                                  | Espacio Vecinal                  | —                     | —                     | 3.971   | 7,89    |
|                                     | Frente de Izquierda y de Trabajadores - Unidad                     | Unir y Fortalecer la Izquierda   | 474                   | 0,9                   | 655     | 1,30    |
| Unidad de Luchadores y la Izquierda | Frente de Izquierda y de Trabajadores - Unidad                     | 181                              | 0,4                   |                       | 655     | 1,30    |
|                                     | Autonomista                                                        | Autonomista                      | —                     | —                     | 477     | 0,94    |
|                                     | Movimiento Libres del Sur                                          | Azul y Rojo                      | —                     | —                     | 133     | 0,26    |
|                                     | Principios y Valores                                               | Tierra, Techo y Trabajo          | —                     | —                     | 110     | 0,21    |
|                                     | Frente Federal de Acción Solidaria de la Provincia de Buenos Aires | Acción y Solidaridad             | —                     | —                     | 7       | 0,01    |
|                                     | Liber.Ar                                                           | Anticorrupción                   | —                     | —                     | 1       | 0,01    |
| Votos afirmativos                   | Votos afirmativos                                                  | Votos afirmativos                | Votos afirmativos     | Votos afirmativos     | 50.308  | 90,91   |
| Votos en blanco                     | Votos en blanco                                                    | Votos en blanco                  | Votos en blanco       | Votos en blanco       | 4.034   | 7,28    |
| Votos nulos                         | Votos nulos                                                        | Votos nulos                      | Votos nulos           | Votos nulos           | 896     | 1,61    |
| Participación                       | Participación                                                      | Participación                    | Participación         | Participación         | 55.337  | 64,70   |
| Electores habilitados               | Electores habilitados                                              | Electores habilitados            | Electores habilitados | Electores habilitados | 85.519  | 96,83   |
| Fuente: Resultados oficiales        |                                                                    |                                  |                       |                       |         |         |

### Elecciones generales
|  | 49,76 % |

|  | 14,82 % |

|  | 13,19 % |

|  | 12,39 % |

|  | 9,84 % |

|  | 90,46 % |

|  | 7,94 % |

|  | 1,60 % |

|  | 73,36 % |

|  | 100 % |